# Jimmy Bertrand
Jimmy Bertrand (* 24. Februar 1900 in Biloxi, Mississippi; † August 1960) war ein US-amerikanischer Jazz- und Blues-Schlagzeuger.
Bertrand wuchs in einem musikalischen Umfeld in Mississippi auf; ein Cousin ist der Schlagzeuger Andrew Hilaire. 1913 zog er nach Chicago, wo er ab 1918 in der Band von Erskine Tate spielte, die im Vendome Theatre auftrat. Während der 1920er Jahre hatte Bertrand seine eigene Band, Jimmy Bertrand’s Washboard Wizzards. Er spielte außerdem mit Tiny Parham (1926) und machte Aufnahmen mit so bekannten Musikern wie Louis Armstrong, Jimmy Blythe (1926–31), Johnny Dodds (1926–28), Tampa Red, Ma Rainey, Freddie Keppard, Erskine Tate, Big Bill Broonzy und Blind Blake. Anfang der 1930er Jahre spielte er bei Parham, Lee Collins und Junie Cobb (1932), Eddie South (1931–33) und Ruben Reeves (1934). Obwohl er noch bis 1945 mit eigenen Formationen arbeitete, war er meist als Musikpädagoge tätig; zu seinen Schülern gehörten u. a. Wallace Bishop, Lionel Hampton und Sid Catlett. Bei vielen Aufnahmen verwendete er ein Waschbrett; außerdem spielte er Xylophon. In den 1940er Jahren verließ Bertrand die Musikszene und arbeitete in Fleischfabriken. Er starb vermutlich im August 1960.